# Загальноосвітня школа № 23 (Кременчук)
Кременчу́цька гімназія № 23 —   заклад загальної середньої освіти № 23 розташований у Кременчуці 

## Історія
Гімназію засновано в 1956 році біля річки Гнилуши. До 1965 року це був єдиний у місті інтернат.

## Директори
- Коротич Сергій Тарасович
- Лисенко Іван Григорович
- Гришанін Віталій Андрійович
- Луценко Яків Григорович
- Тристан Віктор Миколайович
- Козін Олександр Анатолійович
- Ратушна Ольга Миколаївна